# ケリー隆介
ケリー 隆介（ケリー りゅうすけ、Ryusuke Kelly, 1985年6月30日 - ）は、日本の放送作家、脚本家、ラジオパーソナリティ。メディアによってはDJと称することもある。

## 経歴
2021年10月より、TIPSTAR DOME CHIBAで行われている競輪の新種目「PIST6」の場内MC担当。

## 出演番組

### 現在

#### ラジオ
エフエム愛知
- COUNTDOWN FRIDAY

東京FM
- MUSIC PLANET presents Broom Star

### 過去

#### ラジオ
エフエム愛知
- A1 Countdown
- UPBEAT WEEKEND